# Ben X
Ben X es una película belga del año 2007 que trata sobre un chico con síndrome de Asperger que se sumerge dentro del fantástico mundo del MMORPG Archlord para escapar del acoso. El título de la película hace referencia a la versión neerlandesa de la frase "(ik) ben niks", que significa en español "(yo) no soy nada".
La película ganó tres premios en la 31.ª Montreal World Film Festival: la Prix du Public para la película más popular, y la Ecumenical Jury Prize por su exploración en los valores éticos y sociales. Está basada en la novela Niets was alles wat hij zei (Nada fue todo lo que dijo) por Nic Balthazar, quien de hecho dirigió la película. 
La película fue la entrada belga para los Premios de la Academia 2007 en la categoría Mejor Película Extranjera pero falló al recibir la nominación.

## Argumento
Ben es un adolescente que con frecuencia es intimidado en la escuela. Para escapar de su dura realidad, se vuelve hacia un mundo virtual, jugando un juego en línea, ArchLord. En el juego, él es un héroe seguro y valiente. Por otra parte, colabora sus aventuras con otro usuario en línea conocido en el juego como Scarlite.  Un día, Ben está siendo intimidado de nuevo. Durante el receso de clases, los matones arrastran a Ben a la parte superior de una mesa y le obligan a bajarse los pantalones, mientras que sus compañeros de clase graban el incidente en sus teléfonos. Con los comentarios crueles y las burlas de sus compañeros de clase, Ben se siente  tan humillado y frustrado que rompe la ventana con una silla. Ben es enviado inmediatamente a la oficina del director, donde el director le pide que explique el incidente. 
 Ben, sin embargo, no habla en absoluto, dejando la cuestión sin resolver. Después de esa escena, se revela que Ben ha sido diagnosticado con síndrome de Asperger. Las cosas empeoran para Ben cuando el incidente de la clase se publican en Internet. Se siente  angustiado por su vida en general, pero es listo como para salir de su mundo virtual, donde le dice Scarlite que está dispuesto a "Endgame". Preocupada, Scarlite envía un mensaje de vídeo a Ben X (como Scarlite no tiene idea de lo que Ben padece) diciendo que no puede haber un final, a menos que haya un curandero. Scarlite a continuación, le propone a Ben un encuentro en la estación de tren.  En la estación de tren, Ben ve Scarlite, pero no se acerca a verla. Scarlite, asumiendo que Ben no aparece en absoluto, se va en tren. Ben sigue a Scarlite en el tren y se sienta junto a ella, se siente nervioso y emocionado al mismo tiempo. Mientras el  tren se acerca a Bruselas, Scarlite le pregunta a Ben (en francés), si él está bien. Ben no le responde y se va, dejando a Scarlite atrás. Al no haber hablado con Scarlite, Ben estaba pensando en suicidarse saltando desde la plataforma. Cuando Ben estaba listo para saltar, lo empujan hacia atrás y se revela que es Scarlite quien lo hizo. Más tarde se le dice a Ben que puede elegir para dar ya sea hacia arriba y tomar su propia vida o de tomar venganza y la lucha, al igual que lo haría en Archlord. Pero, para tomar la decisión, tiene que idear un plan.  Ben (con Scarlite) pide a sus padres ayuda. Él ha decidido a suicidarse saltando desde el ferry. Lo hace, y captura el suicidio en la cinta. Posteriormente, se llevó a cabo un funeral de Ben, con todo el mundo, incluyendo a los matones de estar presente. En el funeral continuó, el video cambia a Ben y su discurso (que parece una nota de suicidio de vídeo).En el video, los agresores están expuestos (al igual que los compañeros que participan) de lo que han hecho a Ben ese día del incidente. Luego, para sorpresa de todos, se reveló que Ben está vivo, por su sombra visto en el video y Ben se ve desde la sala de proyección. Resulta que Ben había decidido vengarse de los matones por fingir su propio suicidio. Se reveló que al saltar del ferry, sus padres le habían cogido en la cubierta inferior, como parte del plan. Más tarde, Ben, Scarlite, su madre y su hermano están en un rancho de caballos en el país. El instructor Ben caballo muestra cómo ser amigable con el caballo y le dice que "Hay que aprender a sentir, con el fin de sentirse bien". Ben toca el caballo con suavidad, al igual que el instructor le dijo y se siente feliz. Ben entonces va a Scarlite y habla con ella. El instructor de caballo mira desconcertado, ya que se reveló que Ben en realidad está hablando consigo mismo. La madre de Ben le dice el instructor caballo que todo está bien y Ben se siente feliz.

## Reparto
- Greg Timmermans como Ben
- Laura Verlinden como Scarlite
- Marijke Pinoy como Madre de Ben
- Cesar De Sutter como Jonas
- Pol Goossen como Padre de Ben
- Titus de Voogdt como Bogaert
- Maarten Claeyssens como Desmedt
- Tania Van der Sanden como Sabine
- Johan Heldenbergh como Profesor de Religión
- Jakob Beks como Profesor de Metalurgia
- Gilles De Schryver como Coppola
- Dirk Van Dicjk como Agente de Policía